# Kirchenbezirk Dresden Nord
Der Kirchenbezirk Dresden Nord ist einer der derzeit (2023) 16 Kirchenbezirke der Evangelisch-Lutherischen Landeskirche Sachsens. Er wird auch Ephorie oder Superintendentur Dresden Nord genannt. Gemeinsam mit sechs anderen Kirchenbezirken ist er dem Regionalkirchenamt Dresden unterstellt. Er entstand am 1. Juli 1976, als das Gebiet der Kirchenbezirke Dresden-Stadt und Dresden-Land in die drei Kirchenbezirke Dresden Mitte, Dresden West und Dresden Nord neu gegliedert wurde. Der Kirchenbezirk Dresden West ging im Jahr 2000 im Kirchenbezirk Dresden Mitte auf.
Sein Gebiet umfasst die nördlich der Elbe gelegenen Stadtteile der sächsischen Landeshauptstadt Dresden sowie einige angrenzende Gebiete in den Landkreisen Bautzen (Radeberg, Ottendorf-Okrilla, Wachau, Teile von Arnsdorf) und Meißen (Radebeul, Moritzburg).
Wie die anderen Kirchenbezirke der sächsischen Landeskirche ist er eine Körperschaft des öffentlichen Rechts. Die geistliche Leitung und Verantwortung trägt der Superintendent. Seit 2004 übt Albrecht Nollau dieses Amt aus.

## Kirchengebäude und -gemeinden
Zum Kirchenbezirk gehören derzeit (2023) 29 Kirchgemeinden, von denen einige sich zu Kirchspielen zusammengeschlossen haben.
| Kirche                                | Ort                          | Kirchspiel oder Kirchgemeinde              | Bild |
| ------------------------------------- | ---------------------------- | ------------------------------------------ | ---- |
| Diakonissenhauskirche                 | Dresden-Äußere Neustadt      | Kirchspiel Dresden-Neustadt                |      |
| Dreikönigskirche                      | Dresden-Innere Neustadt      | Kirchspiel Dresden-Neustadt                |      |
| Martin-Luther-Kirche                  | Dresden-Äußere Neustadt      | Kirchspiel Dresden-Neustadt                |      |
| St. Pauli                             | Dresden-Hechtviertel         | Kirchspiel Dresden-Neustadt                |      |
| St.-Petri-Kirche                      | Dresden-Leipziger Vorstadt   | Kirchspiel Dresden-Neustadt                |      |
| Kirche Weißer Hirsch                  | Dresden-Weißer Hirsch        | Kirchgemeinde Dresden Bad Weißer Hirsch    |      |
| St.-Michaels-Kirche                   | Dresden-Bühlau               | St.-Michaels-Kirchgemeinde Dresden-Bühlau  |      |
| Maria am Wasser                       | Dresden-Hosterwitz           | Kirchgemeinde Dresden-Hosterwitz-Pillnitz  |      |
| Weinbergkirche                        | Dresden-Pillnitz             | Kirchgemeinde Dresden-Hosterwitz-Pillnitz  |      |
| Loschwitzer Kirche                    | Dresden-Loschwitz            | Kirchgemeinde Dresden-Loschwitz            |      |
| Apostelkirche                         | Dresden-Trachau              | Laurentiuskirchgemeinde Dresden-Trachau    |      |
| Weinbergskirche                       | Dresden-Trachenberge         | Laurentiuskirchgemeinde Dresden-Trachau    |      |
| Emmauskirche                          | Dresden-Kaditz               | Laurentiuskirchgemeinde Dresden-Trachau    |      |
| Markuskirche                          | Dresden-Pieschen             | Laurentiuskirchgemeinde Dresden-Trachau    |      |
| Pastor-Roller-Kirche                  | Dresden-Lausa                | Kirchspiel Dresdner Heidebogen             |      |
| Kirche Grünberg                       | Grünberg (Ottendorf-Okrilla) | Kirchspiel Dresdner Heidebogen             |      |
| Schlosskapelle                        | Hermsdorf                    | Kirchspiel Dresdner Heidebogen             |      |
| Kirche Medingen                       | Medingen                     | Kirchspiel Dresdner Heidebogen             |      |
| Kirche Großdittmannsdorf              | Großdittmannsdorf            | Kirchspiel Dresdner Heidebogen             |      |
| Evangelische Kirche Ottendorf-Okrilla | Ottendorf-Okrilla            | Kirchspiel Dresdner Heidebogen             |      |
| Christuskirche                        | Dresden-Klotzsche            | Kirchspiel Dresdner Heidebogen             |      |
| Alte Kirche Klotzsche                 | Dresden-Klotzsche            | Kirchspiel Dresdner Heidebogen             |      |
| Langebrücker Kirche                   | Dresden-Langebrück           | Kirchspiel Dresdner Heidebogen             |      |
| Christophoruskirche                   | Dresden-Wilschdorf           | Kirchspiel Dresdner Heidebogen             |      |
| Rähnitzer Kirche                      | Dresden-Rähnitz              | Kirchspiel Dresdner Heidebogen             |      |
| Kirche Schönfeld                      | Dresden-Schönfeld            | Kirchgemeinde Schönfeld-Weißig             |      |
| Kreuzkirche                           | Dresden-Weißig               | Kirchgemeinde Schönfeld-Weißig             |      |
| Friedenskirche zu Radebeul            | Radebeul-Altkötzschenbroda   | Kirchspiel Radebeul-Moritzburg-Reichenberg |      |
| Johanneskapelle Naundorf-Zitzschewig  | Radebeul-Naundorf            | Kirchspiel Radebeul-Moritzburg-Reichenberg |      |
| Lutherkirche                          | Radebeul                     | Kirchspiel Radebeul-Moritzburg-Reichenberg |      |
| Wichernkapelle                        | Radebeul-Lindenau            | Kirchspiel Radebeul-Moritzburg-Reichenberg |      |
| Dorfkirche Reichenberg                | Moritzburg-Reichenberg       | Kirchspiel Radebeul-Moritzburg-Reichenberg |      |
| Moritzburger Kirche                   | Moritzburg                   | Kirchspiel Radebeul-Moritzburg-Reichenberg |      |
| Stadtkirche Radeberg                  | Radeberg                     | Kirchspiel Radeberger Land                 |      |
| Kirche Großerkmannsdorf               | Radeberg-Großerkmannsdorf    | Kirchspiel Radeberger Land                 |      |
| Kirche Kleinwolmsdorf                 | Arnsdorf-Kleinwolmsdorf      | Kirchspiel Radeberger Land                 |      |
| Kirche Wachau                         | Wachau                       | Kirchspiel Radeberger Land                 |      |
| Kirche Seifersdorf                    | Seifersdorf-Wachau           | Kirchspiel Radeberger Land                 |      |
| Elf-Gebote-Kirche                     | Dresden-Schönborn            | Kirchspiel Radeberger Land                 |      |
| Kirche Liegau-Augustusbad             | Radeberg-Liegau-Augustusbad  | Kirchspiel Radeberger Land                 |      |